# Схрейверс, Пит
Питер (Пит) Схре́йверс (нидерл. Piter "Piet" Schrijvers; 15 декабря 1946, Ютфас, Утрехт — 7 сентября 2022, Эрмело, Гелдерланд) — нидерландский футболист и тренер.

## Биография

### Клубная карьера
Пит Схрейверс начал свою футбольную карьеру в юношеском клубе РУК, а затем переехал в город Суст, где с 15 лет начал выступать за клуб СЕК. Затем перешёл в молодёжный состав клуба ХВК из города Амерсфорта. Спустя три сезона Пит подписал свой первый профессиональный контракт с клубом ДВС из Амстердама. За ДВС Схрейверс выступал в течение двух сезонов, а затем перешёл «Твенте». В «Твенте» Пит сразу стал основным вратарём клуба. За семь сезонов Схрейверс провёл за «Твенте» в чемпионатах Нидерландов 195 матчей, а в еврокубках 23 матча.
В 1974 году Пит перешёл в амстердамский «Аякс», клуб искал достойную замену своему вратарю Хейнцу Стёю. Дебют Схрейверса состоялся 1 сентября 1974 года в матче против «Эксельсиора». В своём первом сезоне за «Аякс» Пит в чемпионате Нидерландов 1975/76 пропустил 29 мячей. Пит на тот момент весил порядка ста килограмм, и поэтому болельщики прозвали его «Медведь с Де Мера», а многие нападающие боялись бороться с Питом за верховые мячи, боясь получить травму во время столкновения.
На протяжении девяти сезонов Схрейверс был основным вратарём «Аякса», за это время Пит сыграл в чемпионате Нидерландов за «Аякс» 277 матчей, а во всех турнирах 356 матчей. Пять раз в составе «Аякса» становился чемпионом Нидерландов: в сезонах 1976/77, 1978/79, 1979/80, 1981/82 и 1982/83, а также дважды становился обладателем Кубка Нидерландов в 1979 и 1983 году. Свой последний матч за «Аякс» Пит провёл 14 мая 1983 года против «Фортуны». Покинув «Аякс», Схрейверс перешёл в клуб «Зволле», где спустя два сезона в 1985 году завершил игровую карьеру в возрасте 39 лет. За всю карьеру Пит провёл более 600 матчей в различных турнирах.

### Карьера в сборной
В национальной сборной Нидерландов Схрейверс дебютировал 1 декабря 1971 года в матче против сборной Шотландии, который завершился победой Нидерландов со счётом 2:1. В 1974 году Пит в составе сборной участвовал на чемпионате мира 1974, который проходил в ФРГ. На турнире Пит не сыграл ни одного матча, так как был лишь запасным вратарём, а первым голкипером Нидерландов на тот момент был Ян Йонгблуд. Несмотря на это, Схрейверс стал серебряным призёром чемпионата мира, его сборная в финале уступила только хозяевам турнира сборной ФРГ со счётом 2:1.
Спустя два года, в 1976 году Пит вместе со сборной отправился на чемпионат Европы 1976, который проходил в Югославии. Чемпионат начинался со стадии полуфинала, в котором нидерландцы встретились со сборной Чехословакии, Пит вышел с первых минут, а его сборная к концу основного времени играла с чехословацкими футболистами вничью 1:1, но в дополнительных таймах Пит пропустил два мяча на 114-й и 119-й минуте. Проиграв в полуфинале со счётом 3:1, Схрейверс и его сборная в матче за третье место со счётом 3:2 обыграла хозяев турнира сборную Югославии.
В 1978 году Пит значился безоговорочным основным вратарём сборной, которой предстояло участвовать на чемпионате мира 1978, местом проведения которого была Аргентина. Схрейверс начал турнир основным вратарем, но в последнем туре предварительного этапа пропустил 3 гола от шотландцев и «оранжевые» проиграли 2:3, выйдя в следующий этап лишь по разнице мячей. Схрейверс и его сборная отлично начала полуфинальный групповой турнир с победы на сборной Австрии со счётом 5:1, а затем сыграла вничью 2:2 со сборной ФРГ. В третьем матче группового турнира, который состоялся 21 июня 1978 года, нидерландцам предстояло встретиться со сборной Италии. Схрейверс пропустил гол на 19-й минуте матча, мяч в свои ворота забил защитник Нидерландов Эрни Брандтс, но спустя 7 минут Пит был вынужден уйти с поля из-за травмы, вместо него ворота занял Ян Йонгблуд. Матч завершился победой Нидерландов со счётом 2:1, но после этого матча Пит не смог продолжить участие в турнире, на котором его сборная дошла до финала, но уступила сборной Аргентине со счётом 1:3.
На чемпионате Европы 1980 Пит также был основным вратарём сборной. В первом матче группового турнира против сборной Греции Пит покинул поле уже на 15-й минуте, получив незначительную травму, но его сборная смогла победить Грецию благодаря забитому мячу с пенальти, который на 65-й минуте забил Кес Кист. Схрейверс смог сыграть в двух оставшихся в группе матчах, сначала против сборной ФРГ, завершившийся победой немцев со счётом 3:2, а затем и в матче против сборной Чехословакии, который завершился вничью 1:1. Из группы Нидерланды не смогли выйти, заняв третье место.
Всего в составе сборной Нидерландов Пит провёл 46 матчей. Последнюю игру за сборную Пит провёл 14 марта 1984 года в матче против сборной Дании, который завершился уверенной победой нидерландцев со счётом 6:0.
| Матчи и пропущенные голы Пита Схрейверса за сборную Нидерландов | Матчи и пропущенные голы Пита Схрейверса за сборную Нидерландов | Матчи и пропущенные голы Пита Схрейверса за сборную Нидерландов | Матчи и пропущенные голы Пита Схрейверса за сборную Нидерландов | Матчи и пропущенные голы Пита Схрейверса за сборную Нидерландов | Матчи и пропущенные голы Пита Схрейверса за сборную Нидерландов | Матчи и пропущенные голы Пита Схрейверса за сборную Нидерландов |
| --------------------------------------------------------------- | --------------------------------------------------------------- | --------------------------------------------------------------- | --------------------------------------------------------------- | --------------------------------------------------------------- | --------------------------------------------------------------- | --------------------------------------------------------------- |
| №                                                               | Дата                                                            | Соперник                                                        | Счёт                                                            | Голы                                                            | Турнир                                                          |                                                                 |
| 1                                                               | 1 декабря 1971                                                  | Шотландия                                                       | 2:1                                                             | 1                                                               | Товарищеский матч                                               |                                                                 |
| 2                                                               | 29 августа 1973                                                 | Исландия                                                        | 8:1                                                             | 1                                                               | Отборочный матч к ЧМ 1974                                       |                                                                 |
| 3                                                               | 10 октября 1973                                                 | Польша                                                          | 1:1                                                             | -                                                               | Товарищеский матч                                               |                                                                 |
| 4                                                               | 18 ноября 1973                                                  | Бельгия                                                         | 0:0                                                             | -                                                               | Отборочный матч к ЧМ 1974                                       |                                                                 |
| 5                                                               | 27 марта 1974                                                   | Австрия                                                         | 1:1                                                             | 1                                                               | Товарищеский матч                                               |                                                                 |
| 6                                                               | 30 апреля 1975                                                  | Бельгия                                                         | 0:1                                                             | -                                                               | Товарищеский матч                                               |                                                                 |
| 7                                                               | 17 мая 1975                                                     | ФРГ                                                             | 1:1                                                             | 1                                                               | Товарищеский матч                                               |                                                                 |
| 8                                                               | 15 октября 1975                                                 | Польша                                                          | 3:0                                                             | -                                                               | Отборочный матч к ЧЕ 1976                                       |                                                                 |
| 9                                                               | 22 ноября 1975                                                  | Италия                                                          | 0:1                                                             | 1                                                               | Отборочный матч к ЧЕ 1976                                       |                                                                 |
| 10                                                              | 25 апреля 1976                                                  | Бельгия                                                         | 5:0                                                             | -                                                               | Отборочный матч к ЧЕ 1976                                       |                                                                 |
| 11                                                              | 22 мая 1976                                                     | Бельгия                                                         | 2:1                                                             | 1                                                               | Отборочный матч к ЧЕ 1976                                       |                                                                 |
| 12                                                              | 16 июня 1976                                                    | Чехословакия                                                    | 1:3                                                             | 3                                                               | Чемпионат Европы 1976                                           |                                                                 |
| 13                                                              | 19 июня 1976                                                    | Югославия                                                       | 3:2                                                             | 2                                                               | Чемпионат Европы 1976                                           |                                                                 |
| 14                                                              | 9 февраля 1977                                                  | Англия                                                          | 2:0                                                             | -                                                               | Товарищеский матч                                               |                                                                 |
| 15                                                              | 26 марта 1977                                                   | Бельгия                                                         | 2:0                                                             | -                                                               | Отборочный матч к ЧМ 1978                                       |                                                                 |
| 16                                                              | 22 февраля 1978                                                 | Израиль                                                         | 2:1                                                             | 1                                                               | Товарищеский матч                                               |                                                                 |
| 17                                                              | 14 июня 1978                                                    | Австрия                                                         | 5:1                                                             | 1                                                               | Чемпионат мира 1978                                             |                                                                 |
| 18                                                              | 18 июня 1978                                                    | ФРГ                                                             | 2:2                                                             | 2                                                               | Чемпионат мира 1978                                             |                                                                 |
| 19                                                              | 21 июня 1978                                                    | Италия                                                          | 2:1                                                             | 1                                                               | Чемпионат мира 1978                                             |                                                                 |
| 20                                                              | 20 сентября 1978                                                | Исландия                                                        | 3:0                                                             | -                                                               | Отборочный матч к ЧЕ 1980                                       |                                                                 |
| 21                                                              | 11 октября 1978                                                 | Швейцария                                                       | 3:1                                                             | 1                                                               | Отборочный матч к ЧЕ 1980                                       |                                                                 |
| 22                                                              | 15 ноября 1978                                                  | ГДР                                                             | 3:0                                                             | -                                                               | Отборочный матч к ЧЕ 1980                                       |                                                                 |
| 23                                                              | 20 декабря 1978                                                 | ФРГ                                                             | 1:3                                                             | -                                                               | Товарищеский матч                                               |                                                                 |
| 24                                                              | 24 февраля 1979                                                 | Италия                                                          | 0:3                                                             | 3                                                               | Товарищеский матч                                               |                                                                 |
| 25                                                              | 28 марта 1979                                                   | Швейцария                                                       | 3:0                                                             | -                                                               | Отборочный матч к ЧЕ 1980                                       |                                                                 |
| 26                                                              | 2 мая 1979                                                      | Польша                                                          | 0:2                                                             | 2                                                               | Отборочный матч к ЧЕ 1980                                       |                                                                 |
| 27                                                              | 5 сентября 1979                                                 | Исландия                                                        | 4:0                                                             | -                                                               | Отборочный матч к ЧЕ 1980                                       |                                                                 |
| 28                                                              | 26 сентября 1979                                                | Бельгия                                                         | 1:0                                                             | -                                                               | Товарищеский матч                                               |                                                                 |
| 29                                                              | 17 октября 1979                                                 | Польша                                                          | 1:1                                                             | 1                                                               | Отборочный матч к ЧЕ 1980                                       |                                                                 |
| 30                                                              | 21 ноября 1979                                                  | ГДР                                                             | 3:2                                                             | 2                                                               | Отборочный матч к ЧЕ 1980                                       |                                                                 |
| 31                                                              | 23 января 1980                                                  | Испания                                                         | 0:1                                                             | 1                                                               | Товарищеский матч                                               |                                                                 |
| 32                                                              | 26 марта 1980                                                   | Франция                                                         | 0:0                                                             | -                                                               | Товарищеский матч                                               |                                                                 |
| 33                                                              | 11 июня 1980                                                    | Греции                                                          | 1:0                                                             | -                                                               | Чемпионат Европы 1980                                           |                                                                 |
| 34                                                              | 14 июня 1980                                                    | ФРГ                                                             | 2:3                                                             | 3                                                               | Чемпионат Европы 1980                                           |                                                                 |
| 35                                                              | 17 июня 1980                                                    | Чехословакия                                                    | 1:1                                                             | 1                                                               | Чемпионат Европы 1980                                           |                                                                 |
| 36                                                              | 25 марта 1981                                                   | Франция                                                         | 1:0                                                             | -                                                               | Отборочный матч к ЧМ 1982                                       |                                                                 |
| 37                                                              | 29 апреля 1981                                                  | Кипр                                                            | 1:0                                                             | -                                                               | Отборочный матч к ЧМ 1982                                       |                                                                 |
| 38                                                              | 9 сентября 1981                                                 | Ирландия                                                        | 2:2                                                             | 2                                                               | Отборочный матч к ЧМ 1982                                       |                                                                 |
| 39                                                              | 19 декабря 1982                                                 | Мальта                                                          | 6:0                                                             | -                                                               | Отборочный матч к ЧЕ 1984                                       |                                                                 |
| 40                                                              | 16 февраля 1983                                                 | Испания                                                         | 0:1                                                             | 1                                                               | Отборочный матч к ЧЕ 1984                                       |                                                                 |
| 41                                                              | 7 сентября 1983                                                 | Исландия                                                        | 3:0                                                             | -                                                               | Отборочный матч к ЧЕ 1984                                       |                                                                 |
| 42                                                              | 21 сентября 1983                                                | Бельгия                                                         | 1:1                                                             | -                                                               | Товарищеский матч                                               |                                                                 |
| 43                                                              | 12 октября 1983                                                 | Ирландия                                                        | 3:2                                                             | 2                                                               | Отборочный матч к ЧЕ 1984                                       |                                                                 |
| 44                                                              | 16 ноября 1983                                                  | Испания                                                         | 2:1                                                             | 1                                                               | Отборочный матч к ЧЕ 1984                                       |                                                                 |
| 45                                                              | 17 декабря 1983                                                 | Мальта                                                          | 5:0                                                             | -                                                               | Отборочный матч к ЧЕ 1984                                       |                                                                 |
| 46                                                              | 14 марта 1984                                                   | Дания                                                           | 6:0                                                             | -                                                               | Товарищеский матч                                               |                                                                 |

Итого: 46 матчей / 36 пропущенных голов; 27 побед, 10 ничьих, 9 поражений.

### Тренерская карьера
После завершения игровой карьеры Схрейверс стал тренером. Первым клубом Пита стал любительский клуб «Абкауде», в котором Схрейверс в течение четырёх лет был главным тренером. Затем Пит стал ассистентом главного тренера в клубе «Зволле», в котором Пит заканчивал карьеру в качестве игрока. Позже Схрейверс возглавил «Вагенинген». В течение двух лет Пит в чемпионате Нидерландов приводил «Вагенинген» к 12-му, а затем и к 10-му месту в турнирной таблице чемпионата. После ухода из «Вагенингена» Пит за два года успел поработать тренером вратарей в «Твенте», «Утрехте» и «Де Графсхапе». В 1991 году Пит стал главным тренером клуба «ТОП Осс», а спустя два года, в 1993 году возглавил клуб «АЗ» из Алкмара. Под руководством Схрейверса клуб выступал во втором дивизионе Нидерландов.
В январе 1995 года Пит возглавил клуб «Зволле», под его руководством клуб занял в первом сезоне 14 место в во втором нидерландском дивизионе, а в следующем 12 место. В 1996 году Пит стал одним из тренером в клубе «СВ Дакота» из Арубы, но долго в клубе не задержался и в том же году стал тренером вратарей в ПСВ из Эйндховена. После двух лет работы в «ПСВ» Пит в 1998 году стал главным тренером своего бывшего клуба ХВК. В том же году Пит покинул клуб и долгое время находился без тренерской работы, вплоть до 2003 года, когда стал главным тренером клуба «Ахиллес 1894».
В июле 2005 года в течение пяти недель Пит был тренером вратарей в сборной Саудовской Аравии. Также тренировал клуб ФЗО из города Зиста, выступавший в одном из низших дивизионов Нидерландов.

## Достижения

### Командные
Сборная Нидерландов
- Серебряный призёр чемпионата мира (2): 1974, 1978
- Бронзовый призёр чемпионата Европы: 1976

«Твенте»
- Серебряный призёр чемпионата Нидерландов: 1973/74
- Бронзовый призёр чемпионата Нидерландов (3): 1968/69, 1971/72, 1972/73

«Аякс»
- Чемпион Нидерландов (5): 1976/77, 1987/79, 1979/80, 1981/82, 1982/83
- Серебряный призёр чемпионата Нидерландов (2): 1977/78, 1980/81
- Бронзовый призёр чемпионата Нидерландов (2): 1974/75, 1975/76
- Обладатель Кубка Нидерландов: 1978/79, 1982/83
- Финалист Кубка Нидерландов (3): 1977/78, 1979/80, 1980/81

### Личные
- Обладатель нидерландской «Золотой бутсы»: 1983